# 聖この夜〜クリスマスツリーの奇跡〜
『聖この夜〜クリスマスツリーの奇跡〜』（きよしこのよる クリスマスツリーのきせき）は、演劇集団アトリエッジ（以下、アトリエッジ）による舞台作品。

## 解説
アトリエッジが送るクリスマス作品で、2005年の初演から8年連続で上演されている（2012年現在）。主人公の浅野聖（あさの きよし）役は初代が光邦、2代目が御代田悟、2011年からの3代目は元シブがき隊・布川敏和の長男、布川隼汰が務めている。
また、サンタクロース役に元力士の玉海力剛やプロレスラーのドン・フジイらが出演している。

## 上演日程
- 2011年
  - 12月22日、12月23日、笹塚デュオステージBBS
- 2012年
  - 12月4日 - 12月9日、笹塚デュオステージBBS
- 2018年
  - 12月19日～23日　東京　杉並ワーサルシアター
- 2020年
  - 12月13日 - 12月23日、笹塚デュオステージBBS

## あらすじ
クリスマスが近づく12月の東京。一人暮らしの聖の部屋に、突然転がり込んできた謎の青年ユキ。投げやりな人生を送る聖に、夢を取り戻させようとユキは四苦八苦する。そして、クリスマスが嫌いな聖に訪れた転機には思わぬ結末が待っていた。

## キャスト
すべて2012年版のもの。
- 浅野聖：布川隼汰
- ユキ：市川博樹
- ナツキ：森雅紀
- サンタ卓郎：東武志
- ルドルフ：小林元樹
- 浅野清彦（聖の父）：武智大輔
- 智恵さん/聖の母：立浪智恵
- 武蔵山みどり：二宮真衣
- 加賀美和哉：山口剛慶
- 武蔵山裕子/みどりの母：みなみあい
- エド：保井寛敬
- コメット：二村祐樹
- ヴィクセン：根本昌寿
- 桐山店長：光邦
- 医者：和希太平
- ショーン：ショーンK
- ミノムシリョウヘイ：良平
- ミノムシサトル：御代田悟
- ミノムシコビヤマ：小桧山崇
- 浅野聖（子供時代）：桐生タケル
- さき：ろまん
- ゆかり：萩原鈴
- のりこ：夏音りか
- 看護師：松本寧々
- スタッフ富田：伊藤希
- スタッフ坪井：仲鉢沙耶
- 瀬川ユウジ：翔哉
- フジイサンタ：ドン・フジイ
- 飯島サンタ：飯島良臣
- 玉サンタ：玉海力剛

2020年度版は初の女性オンリー（サブキャラのみアトリエッジ所属男性キャスト）のキャストでも上演された。
＜GREEN＞
- 浅野聖美：小笠原聖莉奈
- ユキ：池田めぐみ
- ナツキ：市毛和穂
- サンタローズ/桐山店長：佐藤美月
- ルドルフ：渡辺彩菜
- エディ：咲野綾
- 聖美の父/星野大地：市川大樹

＜WHITE＞
- 浅野聖美：大木愛依
- ユキ：渡辺彩菜
- ナツキ：高橋涼
- ルドルフ：市毛和穂
- エディ：早海亜衣理
- サンタ卓郎/聖美の父/星野大地：藤嶋翔太

## スタッフ
- 脚本:草部文子
- 演出:演劇集団アトリエッジ

## テレビドラマ
2012年12月22日、TOKYO MXにて放送された。アトリエッジ初の実写作品となる。同年の舞台と同キャストで演じられた。

### スタッフ
- 撮影監督：森山豊（我撮）
- 撮影：板村伸太朗（我撮）
- 撮影助手：久世善子
- 音声：土屋貴資（我撮）
- 美術監督：BEBE
- 美術協力：株式会社トーイズ
- 撮影協力：井の頭恩賜公園、吉祥寺サーカスカフェ、Club AIR、西巣鴨スタジオ、いりきや、MID BREATH、PREMIER
- イラスト：野崎淳之介
- 映像協力：加藤マニ、松岡寛
- MA：丹内俊浩（富士ソフト(株)）、阿部匡（富士ソフト(株)）
- 衣装協力：株式会社東宝コスチューム
- アフレコ録音：瓜生賢治
- 衣装・メイク：片山鶴子
- スチール：BEBE
- 制作：宿里あや子、工藤洋子
- 制作アシスタント：馬場琴子
- 制作車輌：花輪雄大
- 広報：松岡功之
- 制作デスク：大沢直美
- 監督：安ヶ平聡子
- 監修：奈美木映里
- 製作著作：株式会社サンディ

### 音楽
楽曲制作
青山知正
エンディングソング
「ハレルヤ」
歌詞：小山田美里亜&RED
編曲：EDISON
唄：Le Velvets（WARNER MUSIC JAPAN）

挿入歌
「ボトルアタック〜魂の宴〜」
唄：AIR GROUP ENTERTAINMENT
「とびら」
唄：ミネハハ
「アベマリア」
唄：安達佳織
「グリーンスリーブス」
唄：橋本みのり&安達佳織